# Блидиње
Парк природе Блидиње је добио име по Блидињском језеру које је смјештено у дну Дугог поља на висини од 1.184 m, а површине је око 6 km². Вода у језеро долази (првенствено) с околних планина, Врана и Чврснице, отапањем снијега. Љети велик дио воде из Блидиња нестаје у понорима, због чега знатно опадне ниво језера.
Подручје Блидиња јединствена је природна појава, која садржи ендемске врсте биљног и животињског свијета, много извора чисте, питке воде, археолошка налазишта. Језеро се налази на подручју општина Посушје и Томиславград.
Због својих повољних геоморфолошких особина и лепих пејзажа, дана 30. марта 1995. године то је подручје проглашено парком природе.
У језеру се налазе бројне породице клена, оштруље, подбиле и калифорнијске пастрмке.
Уз језеро протеже се Дуго поље, које данас служи за испашу, а мањим дијелом за обрађивање, премда је у прошлости било обрнуто.
Посебан геоморфолошки резерват Дива Грабовица који обухвата и кањон ријеке Грабовице. Резерват је име добио по дјевојци Диви Луке Грабовца из Раме. Купрешком се бегу, према легенди, необично свидјела Дива Грабовчева те ју је запросио. Дива бјежи и скрива се у Поља, и ондје је уз помоћ уходе бег налази и убија. На мјесто гдје се налази Дивин гроб сваке године у мјесецу јулу ходочасти мноштво људи.
Природна и архитетконска целина Блидиња се од децембра 2007. године налази на прелиминарној листи за добијање статуса добра Светске баштине.